# Kardinalsutnämningar 2006
Kardinalutnämningar 2006
Påven Benedictus XVI utnämnde i mars 2006 femton nya kardinaler. I samband med konsistoriet fredagen den 24 mars mottog de den röda biretten och sin titelkyrka.
1. Carlo Caffarra, född 1 juni 1938, ärkebiskop av Ferrara-Comacchio, utsedd till kardinalpräst av San Giovanni Battista dei Fiorentini.
2. Antonio Cañizares Llovera, född 10 oktober 1945, ärkebiskop av Toledo, utsedd till kardinalpräst av San Pancrazio.
3. Nicholas Cheong Jin-Suk, född 7 december 1931, ärkebiskop av Seoul, utsedd till kardinalpräst av Santa Maria Immacolata di Lourdes a Boccea.
4. Andrea Cordero Lanza di Montezemolo, född 27 augusti 1925, titulärärkebiskop av Anglona, ärkepräst av San Paolo fuori le Mura, utsedd till kardinaldiakon av Santa Maria in Portico.
5. Peter Poreku Dery, född 10 maj 1918, ärkebiskop av Tamale, utsedd till kardinaldiakon av Sant'Elena fuori Porta Prenestina.
6. Stanisław Dziwisz, född 27 april 1939, ärkebiskop av Kraków, utsedd till kardinalpräst av Santa Maria del Popolo.
7. William Joseph Levada, född 15 juni 1936, ärkebiskop emeritus av San Francisco, utsedd till kardinaldiakon av Santa Maria in Domnica.
8. Seán Patrick O'Malley, född 29 juni 1944, ärkebiskop av Boston, utsedd till kardinalpräst av Santa Maria della Vittoria.
9. Jean-Pierre Ricard, född 25 september 1944, ärkebiskop av Bordeaux et Bazes, utsedd till kardinalpräst av Sant'Agostino.
10. Franc Rodé, född 23 september 1934, ärkebiskop emeritus av Ljubljana, utsedd till kardinaldiakon av San Francesco Saverio alla Garbatella.
11. Gaudencio Rosales, född 10 augusti 1932, ärkebiskop av Manila, utsedd till kardinalpräst av Santissimo Nome di Maria a Via Latina.
12. Jorge Liberato Urosa Savino, född 28 augusti 1942, ärkebiskop av Caracas, utsedd till kardinalpräst av Santa Maria ai Monti.
13. Agostino Vallini, född 17 april 1940, biskop emeritus av Albano Laziale, utsedd till kardinaldiakon av San Pier Damiani ai Monti di San Paolo.
14. Albert Vanhoye, född 24 juli 1923, ej biskopsvigd, utsedd till kardinaldiakon av Santa Maria della Mercede e Sant'Adriano a Villa Albani.
15. Joseph Zen Ze-kiun, född 13 januari 1932, biskop av Hongkong, utsedd till kardinalpräst av Santa Maria Madre del Redentore a Tor Bella Monaca.